# Gunda Rachut

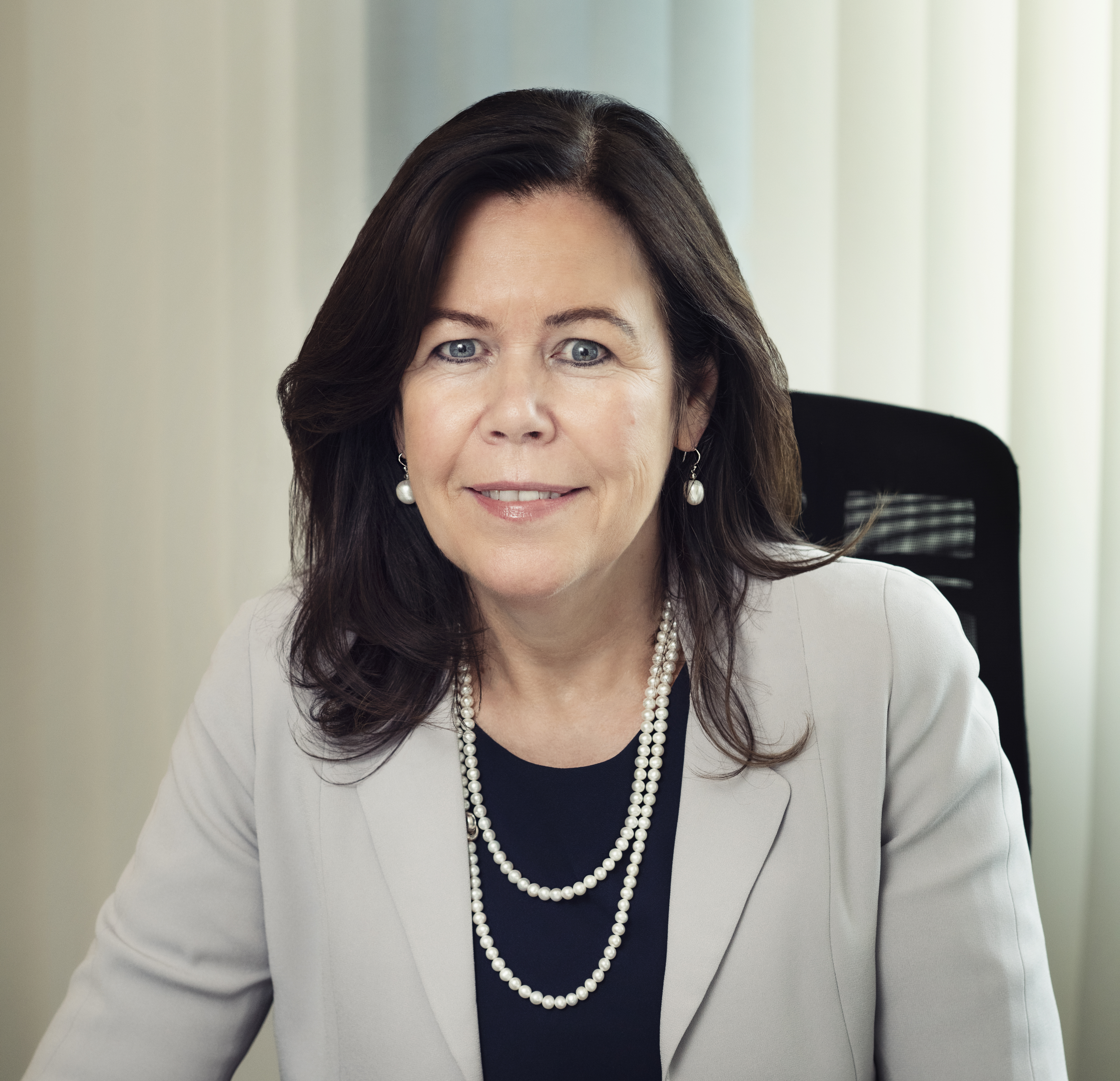
Gunda Rachut (2022)

Gunda Rachut (* 11. August 1965 in Osnabrück) ist eine deutsche Juristin und Vorstand der Stiftung Zentrale Stelle Verpackungsregister.

## Leben
Gunda Rachut studierte nach dem Abitur Rechtswissenschaft in Osnabrück sowie in Strasbourg in Frankreich.
Nach einer kurzen Tätigkeit im Bereich des Radiojournalismus wurde sie Umweltbeauftragte des Studentenwerks Osnabrück. Danach war sie Vorstandssprecherin des Ökoregio-Instituts und Herausgeberin der Ökoregio-Nachrichten. Im Jahr 1993 gründete sie mit weiteren Gesellschaftern die cyclos GmbH, eine Sachverständigenorganisation im Bereich der Verpackungsentsorgung. Sie war zwanzig Jahre gemeinsam mit Agnes Bünemann geschäftsführende Gesellschafterin und hat darüber hinaus noch die weitere Beratungsgesellschaft cyclos-future gegründet. Im Jahr 2011 war sie an beiden Gutachten zum Planspiel zur Fortentwicklung der Verpackungsverordnung beteiligt. Im Jahr 2012 hat sie die Gesellschaftsanteile an beiden Firmen verkauft.
Gunda Rachut ist geprüfte Heilpraktikerin und Heilpraktikerin für Psychotherapie mit Fachausbildungen in traditioneller chinesischer Medizin, Gesprächspsychotherapie, EMDR und Bioresonanztherapie.
Ab dem Jahr 2015 wurde sie Projektleiterin Projekt „Zentrale Stelle“ der Verbände Bundesvereinigung der Deutschen Ernährungsindustrie, Industrievereinigung Kunststoffverpackungen, Handelsverband Deutschland, Markenverband und dann Geschäftsführerin der BHIM Zentrale Wertstoffstelle Projekt GmbH (seit September 2015). Im Jahr 2017 wurde sie zum Vorstand der Stiftung Zentrale Stelle Verpackungsregister bestellt.
Rachut wurde 1995 in die Vereinigung Deutscher Wissenschaftler berufen.

## Veröffentlichungen (Auswahl)

### Monographien
- Mit Agnes Bünemann: Der Grüne Punkt - eine Versuchung der Wirtschaft. Hüthig Verlag, 1993.
- Mit Agnes Bünemann, Stephanie Sitterz: Recyclingmöglichkeiten in Niedersachsen für Holz und Textilien: Untersuchung. Teil 1. Fachkoordinierungsstelle Umwelttechnik des Landes Niedersachsen, Clausthal-Zellerfeld 1994.
- Mit Agnes Bünemann: Recyclingmöglichkeiten in Niedersachsen für Holz und Textilien: Untersuchung. Teil 2. Fachkoordinierungsstelle Umwelttechnik des Landes Niedersachsen, Clausthal-Zellerfeld 1995.
- Mit Agnes Bünemann und Peter Menke-Glückert: Der neue Kreislauf in der Wirtschaft - Praxishilfen zum Kreislaufwirtschafts- und Abfallgesetz. economica Verlag, 1997.
- Untersuchung der ökonomischen Belastung des Lebensmittelhandwerks durch Einbeziehung von Serviceverpackungen in die Rücknahme- und Verwertungspflichten der VerpackV (§6 Abs. 5): Forschungsbericht 29812352, Osnabrück 2000.
- Mit Agnes Bünemann: Rahmenbedingungen für Selbstentsorger: Forschungsbericht 298 12 323/02. cyclos – Beratungsgesellschaft für Ökologie, Energie- und Abfallwirtschaft, Osnabrück 2000.

### Zeitschriftenartikel
- Mit Agnes Bünemann: Kreislaufwirtschaft – eine runde Sache?: Die Zukunft der Abfallwirtschaft, Hannover Infoversand, Bund für Umwelt und Naturschutz Deutschland, 1995.